# Vrchovnice
Vrchovnice (německy Wrchownitz) je obec v okrese Hradec Králové v Královéhradeckém kraji. Žije zde 77 obyvatel.

## Historie
První písemná zmínka o obci pochází z roku 1355.

## Obyvatelstvo
| Rok            | 1869 | 1880 | 1890 | 1900 | 1910 | 1921 | 1930 | 1950 | 1961 | 1970 | 1980 | 1991 | 2001 | 2011 | 2021 |
| -------------- | ---- | ---- | ---- | ---- | ---- | ---- | ---- | ---- | ---- | ---- | ---- | ---- | ---- | ---- | ---- |
| Počet obyvatel | 136  | 161  | 147  | 127  | 163  | 142  | 132  | 97   | 90   | 87   | 72   | 65   | 68   | 66   | 63   |
| Počet domů     | 17   | 19   | 19   | 19   | 22   | 23   | 24   | 26   | 24   | 23   | 24   | 24   | 24   | 24   | 24   |

## Obecní správa
Mezi lety 1869–1950 Vrchovnice byla obcí v okrese Hradec Králové (1869–1890), poté v okrese Nová Paka (1900–1930) a později v okrese Jaroměř. V letech 1961–1980 patřila jako část obce k Žíželevsi. Od 1. července 1980 do 23. listopadu 1990 patřila jako část obce k Hořiněvsi a od 24. listopadu 1990 je opět samostatnou obcí.

## Geografie
Sousední obce jsou Žíželeves na severu, Jeřičky a Lužany na severovýchodě, Habřina na východě, Račice nad Trotinou na jihovýchodě, Hořiněves na jihu, Benátky a Hněvčeves na jihozápadě a Želkovice na severozápadě.